# Dimitris Tziovas
Dimitris Tziovas (griechisch Δημήτρης Τζιόβας; * 27. Februar 1957) ist ein griechischer Neogräzist.
Tziovas hat ein Studium der Philologie an der Universität Ioannina mit dem Diplom (πτυχίο) absolviert, auf das ein Promotionsstipendium an der Universität Birmingham folgte, welches er mit dem PhD abschloss. Heute ist er Professor of Modern Greek Studies im Centre for Byzantine, Ottoman and Modern Greek Studies der Universität Birmingham, dessen Direktor er von 2000 bis 2003 war. Von 1995 bis 1998 war er Sekretär der Europäischen Gesellschaft für Neogräzistik und Mitglied des wissenschaftlichen Beirats der Byzantine and Modern Greek Studies (1995–2009, von 1995–2005 auch Herausgeber des Rezensionsteils) und des US-amerikanischen Journal of Modern Greek Studies (1992–2007).
Tziovas arbeitet zur Literatur, Kultur und Geschichte des modernen Griechenlands. Schwerpunkte liegen in der literaturtheoretischen Untersuchung der fiktiven Literatur, der griechischen Sprachfrage, der griechischen Diaspora, der griechischen Politik und der Frage der nationalen Identität, der interkulturellen Beziehungen auf dem Balkan, der Rezeption der griechischen Antike und der byzantinischen Geschichte, Literatur und Kultur in der modernen griechischen Literatur und Kultur. Er hat an der Universität Birmingham vier internationale Konferenzen zu verschiedenen dieser Themen veranstaltet (Greek Modernism and Beyond, 1995; Greece and the Balkans, 2001; Greek Diaspora and Migration, 2007; Reimagining the Past: Greek Antiquity and Modern Greek Culture, 2011). Nicht zuletzt ist er Herausgeber der Birmingham Modern Greek Translations, einer Publikationsreihe für Übersetzungen aus dem Neugriechischen ins Englische.
2021 wurde er mit dem Großen Literaturpreis geehrt.

## Schriften (Auswahl)
Monographien
- Από τον Λυρισμό στον Μοντερνισμό: Πρόσληψη, Ρητορική και Ιστορία στη Νεοελληνική Ποίηση. Nefeli, Athen 2005.
- Κοσμοπολίτες και Αποσυνάγωγοι: Μελέτες για την ελληνική πεζογραφία και κριτική (1830–1930). Metaihmio, Athen 2003.
- The Other Self: Selfhood and Society in Modern Greek Fiction. Lexington Books, Lanham, Maryland 2003 (Voransicht bei Google Books).
- Το Παλίμψηστο της Ελληνικής Αφήγησης: Από την αφηγηματολογία στη διαλογικότητα. Odysseas, Athen 1993, 2. Aufl. 2002.
- Οι μεταμορφώσεις του εθνισμού και το ιδεολόγημα της ελληνικότητας στο μεσοπόλεμο. Odysseas, Athen 1989, 2. Aufl. 2002.
- Μετά την Αισθητική: Θεωρητικές δοκιμές και ερμηνευτικές αναγνώσεις της νεοελληνικής λογοτεχνίας. Gnose, Athen 1987, 2. Aufl. Odysseas, Athen 2003.

Herausgeberschaften
- (Hrsg.): Greek Diaspora and Migration since 1700. Society, Politics and Culture. Ashgate, Farnham 2009.
- (Hrsg.): George Theotokas, Τετράδια Ημερολογίου 1939–1954. Estia, Athen 1987, 2. Aufl. 1988, 3. durchgesehene Aufl. 2005.
- (Hrsg.): Greece and the Balkans: Identities, Perceptions and Cultural Encounters since the Enlightenment. Ashgate, Aldershot 2003.
- (Hrsg.): Susan Bassnett, Συγκριτική Γραμματολογία. Κριτική εισαγωγή. Patakis, Athen 2000 (Original: Comparative Literature: A Critical Introduction. Blackwell, Oxford 1993).
- (Hrsg.): Alexandros Rhizos Rhankaves, Διηγήματα. Ouranis Foundation Series, Athen 1999, 2 Bde.
- (Hrsg.): Greek Modernism and Beyond. Rowman & Littlefield, Lanham, Maryland 1997.

Artikel
- From being to becoming: reflections on the enduring popularity of Kazantzakis. In: Byzantine and Modern Greek Studies 33.1 (2009) S. 83–91 (Digitalisat, Anmeldung notwendig).
- Ποιητική Μνήμη: Εμπειρίκος, Κοντός, Γκανάς. In: Εταιρία Σπουδών Νεοελληνικού Πολιτισμού και Γενικής Παιδείας: Καρυωτάκης και Καρυωτακισμός. Επιστημονικό Συνέδριο 31 Ιανουαρίου και 1 Φεβρουαρίου 1997. Athen 1998, S. 105–129.
- Allegorical Readings and Metaphors of Identity: Sexuality, Society and Nature in Vassilis Vassilikos’ Το Φύλλο. In: Πρακτικά του Δ΄ Ευρωπαϊκού Συνεδρίου Νεοελληνικών Σπουδών / Proceedings of the 4th European Congress of Modern Greek Studies: Ταυτότητες στον ελληνικό κόσμο (από το 1204 έως σήμερα) / Identities in the Greek world. Επιμέλεια: Κωνσταντίνος Α. Δημάδης. 2011 (Zusammenfassung [englisch] mit Verlinkung auf Vortrag; Digitalisate der Gesamtausgabe).